# Aphis yangbajaingana
Aphis yangbajaingana är en insektsart. Aphis yangbajaingana ingår i släktet Aphis och familjen långrörsbladlöss. Inga underarter finns listade i Catalogue of Life.